# Cuphea tuberosa
Cuphea tuberosa är en fackelblomsväxtart som beskrevs av Adelbert von Chamisso och Schltdl.. Cuphea tuberosa ingår i släktet blossblommor, och familjen fackelblomsväxter. Inga underarter finns listade i Catalogue of Life.